# Джон Едвард Алквіст
Джон Едвард Алквіст (англ. Jon Edward Ahlquist; 27 липня 1944 — 7 травня 2020) — американський молекулярний біолог і орнітолог, фахівець з молекулярної філогенетики. Він активно співпрацював з Чарлзом Сіблі у Єльському університеті. У 1988 році Алквіст і Сіблі нагороджені медаллю Даніеля Жиро Елліота від Національної академії наук. У січні 1991 року Сіблі та Алквіст опублікували «Філогенію та класифікацію птахів», у якій представлено нову філогенетичну систематику птахів на основі методів гібридизації ДНК-ДНК, відому як таксономія Сіблі-Алквіста. У той час він був ад'юнкт-професором зоології в Університеті Огайо. У 1999 році Алквіст пішов на пенсію.